# Фріц Барт
Фріц Барт (нім. Fritz Bart; 29 березня 1909, Гера — 1 грудня 1988) — німецький офіцер-підводник, капітан-лейтенант крігсмаріне.

## Біографія
1 квітня 1929 року вступив на флот. З жовтня 1940 року — ад'ютант 24-ї флотилії. З березня по 27 серпня 1943 року пройшов курс підводника. З 28 серпня 1943 року — 1-й вахтовий офіцер на підводному човні U-96, з 14 квітня по серпень 1944 року — на U-107, на якому взяв участь в одному поході (30 квітня — 23 липня 1944). З 15 вересня по 31 жовтня 1944 року пройшов курс командира човна, 1-22 листопада — тактичну підговтовку при 27-й флотилії. З 23 листопада 1944 по 19 березня 1945 року — командир підводного човна UD-4. З 20 березня 1945 року — 1-й вахтовий офіцер на U-3501. 5 травня 1945 року човен був затоплений в рамках операції «Регенбоген». Барт мав стати командиром U-3060, проте човен був знищений під час авіанальоту. 8 травня 1945 року взятий в полон британськими військами. 15 серпня 1945 року звільнений.

## Звання
- Рекрут (1 квітня 1929)
- Штабсоберфельдфебель
- Оберфенріх служби озброєнь (8 жовтня 1940)
- Лейтенант служби озброєнь (1 квітня 1938)
- Оберлейтенант служби озброєнь (1 січня 1942)
- Оберлейтенант-цур-зее (1 березня 1943)
- Капітан-лейтенант (1 грудня 1944)

## Нагороди
- Медаль «За вислугу років у Вермахті» 4-го класу (4 роки)